# Emily Mortimer
Emily Kathleen A. Mortimer (London, 1971. december 1. –) angol színésznő, forgatókönyvíró és rendező.

## Élete és pályafutása
1971. október 6-án született a londoni Hammersmithben Sir John Mortimer drámaíró/ügyvéd és második felesége, Penelope (sz. Gollop) gyermekeként. Van egy húga, Rosie, két idősebb féltestvére, Sally Silverman és Jeremy, akik apja első házasságából, Penelope Fletcher írónőtől születtek; valamint egy féltestvér, Ross Bentley, aki apja és Wendy Craig színésznő kapcsolatából való.
Mortimer a nyugat-londoni St Paul's Girls' Schoolban tanult, ahol több diákprodukcióban is szerepelt. Ezután az Oxfordi Egyetemre ment, ahol a Lincoln College-ban orosz nyelvet tanult, és több színdarabban is szerepelt. Mielőtt színésznő lett, Mortimer a The Daily Telegraph című lapnak írt cikket. Forgatókönyvírója volt Lorna Sage memoárjának, a Bad Blood című könyv adaptációjának.

## Magánélete
2000-ben ismerkedett meg Alessandro Nivola amerikai színésszel, amikor mindketten a Lóvátett lovagok című filmben játszottak. A pár 2003. január 3-án kötött házasságot a Buckinghamshire-i Chilternsben, Turville falujában. Mortimer 2003. szeptember 26-án hozta világra első gyermeküket, a másodikat pedig 2010-ben. A brooklyni Boerum Hillben élnek.
Adóügyi okokból 2010 körül amerikai állampolgár lett.

## Filmográfia

### Film
| Év   | Magyar cím                 | Eredeti cím                | Szerep                                            | Magyar hang         |
| ---- | -------------------------- | -------------------------- | ------------------------------------------------- | ------------------- |
| 1996 | Ragadozók                  | The Ghost and the Darkness | Helana Patterson                                  | Dudás Eszter        |
| 1996 | Az utolsó nagy király      | The Last of the High Kings | Romy Thomas                                       |                     |
| 1997 | Az Angyal                  | The Saint                  | nő a repülőn                                      |                     |
| 1998 | Elizabeth                  | Elizabeth                  | Kat Ashley                                        | Rudolf Teréz        |
| 1998 |                            | Killing Joe (rövidfilm)    | ismeretlen szerep                                 |                     |
| 1999 | Sztárom a párom            | Notting Hill               | tökéletes lány                                    | Farkasinszky Edit   |
| 2000 | Sikoly 3.                  | Scream 3                   | Angelina Tyler                                    | Kiss Virág Magdolna |
| 2000 | Lóvátett lovagok           | Love's Labour's Lost       | Katherine                                         | Juhász Judit        |
| 2000 | A csodatevő                | The Miracle Maker          | Szűz Mária (hangja)                               |                     |
| 2000 | A kölyök                   | Disney's The Kid           | Amy                                               | Détár Enikő         |
| 2001 |                            | Lovely and Amazing         | Elizabeth Marks                                   |                     |
| 2001 | Hetedik mennyország        | The 51st State             | Dakota Parker                                     | Horváth Lili        |
| 2001 | Hetedik mennyország        | The 51st State             | Dakota Parker                                     | Tóth Auguszta       |
| 2001 | Hetedik mennyország        | The 51st State             | Dakota Parker                                     | Bánfalvi Eszter     |
| 2003 | Külkapcsolat               | A Foreign Affair           | Angela Beck                                       |                     |
| 2003 |                            | Nobody Needs to Know       | Emily                                             |                     |
| 2003 | A nyelvtanárnő             | The Sleeping Dictionary    | Cecil                                             | Rudolf Teréz        |
| 2003 | Young Adam                 | Young Adam                 | Cathie Dimly                                      | Bertalan Ágnes      |
| 2003 | Fiatalság, bolondság       | Bright Young Things        | Nina Blount                                       |                     |
| 2004 | Kedves Frankie             | Dear Frankie               | Lizzie                                            | Kisfalvi Krisztina  |
| 2004 | A vándorló palota          | Hauru no Ugoku Shiro       | Sophie fiatalon (angol hangja)                    | Mezei Kitty         |
| 2005 | Match Point                | Match Point                | Chloe Hewett Wilton                               | Pálfi Kata          |
| 2006 | Párizs, szeretlek!         | Paris, je t'aime           | Frances ("Père-Lachaise" szegmens)                | Kiss Virág Magdolna |
| 2006 | A rózsaszín párduc         | The Pink Panther           | Nicole Durant                                     | Peller Anna         |
| 2007 | Plasztik szerelem          | Lars and the Real Girl     | Karin                                             | Pálfi Kata          |
| 2008 | Transz-Szibéria            | Transsiberian              | Jessie                                            | Kiss Virág Magdolna |
| 2008 | Káoszelmélet               | Chaos Theory               | Susan Allen                                       |                     |
| 2008 | Piros öv                   | Redbelt                    | Laura Black                                       | Kisfalvi Krisztina  |
| 2009 | A rózsaszín párduc 2.      | The Pink Panther 2         | Nicole Durant                                     | Peller Anna         |
| 2009 | Harry Brown                | Harry Brown                | Alice Frampton nyomozó                            | Détár Enikő         |
| 2009 |                            | City Island                | Molly Charlesworth                                |                     |
| 2010 | Viharsziget                | Shutter Island             | Rachel Solando                                    | Tompos Kátya        |
| 2010 | A szabadság választása     | Leonie                     | Leonie Gilmour                                    |                     |
| 2011 | Verdák 2.                  | Cars 2                     | Holley Shiftwell (hangja)                         | Peller Mariann      |
| 2011 | A lökött tesó              | Our Idiot Brother          | Liz                                               | Solecki Janka       |
| 2011 | A leleményes Hugo          | Hugo                       | Lisette                                           | Járó Zsuzsa         |
| 2014 | Rio, szeretlek!            | Rio, I Love You            | Dorothy ("La Fortuna" szegmens)                   |                     |
| 2015 | Tízezer szent              | Ten Thousand Saints        | Di Urbanski                                       | Kiss Virág Magdolna |
| 2016 |                            | Spectral                   | Fran Madison CIA-ügynök                           |                     |
| 2017 | Levél a múltból            | The Sense of an Ending     | Sarah Ford                                        | Kisfalvi Krisztina  |
| 2017 | A vendégek                 | The Party                  | Jinny                                             |                     |
| 2017 | Könyvesbolt a tengerparton | The Bookshop               | Florence Green                                    |                     |
| 2018 |                            | Write When You Get Work    | Nan Noble                                         |                     |
| 2018 |                            | Dust                       | nem szerepel                                      |                     |
| 2018 | Felejthetetlen utazás      | Head Full of Honey         | Sarah                                             |                     |
| 2018 | Mary Poppins visszatér     | Mary Poppins Returns       | Jane Banks                                        | Kiss Virág Magdolna |
| 2019 |                            | Good Posture               | Julia Price                                       |                     |
| 2019 | Phil védőbeszéde           | Phil                       | Alicia                                            | Kiss Virág Magdolna |
| 2019 | Mary                       | Mary                       | Sarah                                             | Kiss Virág Magdolna |
| 2020 | Relikvia                   | Relic                      | Kay                                               | Györgyi Anna        |
| 2021 | Együtt bezárva 2.          | With/In: Volume 2          | ismeretlen szerep ("Neighborhood Watch" szegmens) |                     |
| 2024 | Paddington Peruban         | Paddington in Peru         | Mary Brown                                        | Pálfi Kata          |

### Televízió
| Év        | Magyar cím                         | Eredeti cím                  | Szerep                | Megjegyzések                                                                            |
| --------- | ---------------------------------- | ---------------------------- | --------------------- | --------------------------------------------------------------------------------------- |
| 1994      |                                    | Under the Hammer             | Angela                | 1 epizód                                                                                |
| 1995      | Sharpe kardja                      | Sharpe's Sword               | Lass                  | - tévéfilm - magyar hangja: - Urbán Andrea                                              |
| 1995      | Az üvegszűz                        | The Glass Virgin             | Annabella Lagrange    | minisorozat (3 epizód)                                                                  |
| 1995      |                                    | Screen Two                   | Amanda Ellis          | 1 epizód                                                                                |
| 1996      |                                    | Lord of Misrule              | Emma                  | tévéfilm                                                                                |
| 1996      |                                    | Ruth Rendell Mysteries       | Elvira                | 1 epizód                                                                                |
| 1996      | A néma szemtanú                    | Silent Witness               | Fran                  | 2 epizód                                                                                |
| 1996      |                                    | Jack and Jeremy's Real Lives | Tilly                 | 1 epizód                                                                                |
| 1996      |                                    | No Bananas                   | Una                   | minisorozat (6 epizód)                                                                  |
| 1997      | Kisvárosi gyilkosságok             | Midsomer Murders             | Katherine Lacey       | 1 epizód (Egy idős hölgy halála)                                                        |
| 1997      | Körtánc az idő dallamára           | A Dance to the Music of Time | Polly Duport          | minisorozat (1 epizód)                                                                  |
| 1998      | Édes almabor Rosie-val             | Cider with Rosie             | Miss Flynn            | tévéfilm                                                                                |
| 1998      | Rosamunda Pilcher: Különös kastély | Coming Home                  | Judith Dunbar         | kétrészes tévéfilm                                                                      |
| 1999      | Noé bárkája                        | Noah's Ark                   | Esther                | minisorozat (3 epizód)                                                                  |
| 2002      |                                    | Jeffrey Archer: The Truth    | Diána walesi hercegné | tévéfilm                                                                                |
| 2007      | A stúdió                           | 30 Rock                      | Phoebe                | 3 epizód                                                                                |
| 2012–2014 | Híradósok                          | The Newsroom                 | Mackenzie McHale      | 25 epizód                                                                               |
| 2014–2015 |                                    | Doll & Em                    | Emily                 | - főszereplő (12 epizód) - alkotó és forgatókönyvíró                                    |
| 2020      |                                    | Don't Look Deeper            | Sharon                | 14 epizód                                                                               |
| 2021      | Hajsza a szerelemért               | The Pursuit of Love          | The Bolter            | - minisorozat (3 epizód) - rendező és forgatókönyvíró - magyar hangja: - Bertalan Ágnes |
| 2024      |                                    | The New Look                 | Elsa Lombardi         | 6 epizód                                                                                |

## Fordítás
- Ez a szócikk részben vagy egészben  az   Emily Mortimer című angol Wikipédia-szócikk fordításán alapul.  Az eredeti cikk szerkesztőit annak laptörténete sorolja fel. Ez a jelzés csupán a megfogalmazás eredetét és a szerzői jogokat jelzi, nem szolgál a cikkben szereplő információk forrásmegjelöléseként.